# ماریا مزئی
ماریا مزئی (مجاری: Mária Mezei؛ ۱۶ اکتبر ۱۹۰۹ – ۲۰ آوریل ۱۹۸۳) بازیگر اهل مجارستان بود.
از فیلم‌ها یا برنامه‌های تلویزیونی که وی در آن نقش داشته‌است، می‌توان به شبی در ترانسیلوانی و قصه‌های بوداپست اشاره کرد.